# Grandes Éxitos 1991–2004
Grandes Éxitos 1991–2004 é uma coletânea musical do cantor espanhol Alejandro Sanz, lançada em 2004.

## Faixas

### CD 1
Todas as faixas escritas e compostas por Alejandro Sanz. 
| N.º | Título                                                                  | Duração |  |
| 1.  | "Mi Soledad y Yo"                                                       | 4:57    |  |
| 2.  | "Tu No Tienes Alma" (Inédita)                                           | 3:59    |  |
| 3.  | "La Fuerza Del Corazón"                                                 | 5:05    |  |
| 4.  | "¿Lo Ves?"                                                              | 3:35    |  |
| 5.  | "Quiero Morir En Tu Veneno" (D'Romy Ledo, Adolfo Rubio, Alejandro Sanz) | 4:02    |  |
| 6.  | "Tu Letra Podré Acariciar"                                              | 3:32    |  |
| 7.  | "Si Tú Me Miras"                                                        | 4:14    |  |
| 8.  | "Mi Primera Canción"                                                    | 4:36    |  |
| 9.  | "Como Te Echo De Menos"                                                 | 4:00    |  |
| 10. | "Pisando Fuerte"                                                        | 4:28    |  |
| 11. | "Viviendo Deprisa"                                                      | 3:17    |  |
| 12. | "Lo Que Fui Es Lo Que Soy"                                              | 4:40    |  |
| 13. | "Los Dos Cogidos De La Mano"                                            | 5:02    |  |
| 14. | "Se Le Apagó La Luz"                                                    | 4:46    |  |
| 15. | "Donde Están Los Ladrones?" (Shakira cover)                             | 4:40    |  |

### CD 2
Todas as faixas escritas e compostas por Alejandro Sanz. 
| N.º | Título                              | Duração |  |
| 1.  | "Y, ¿Si Fuera Ella?"                | 5:22    |  |
| 2.  | "Corazón Partío"                    | 5:46    |  |
| 3.  | "Amiga Mía"                         | 4:48    |  |
| 4.  | "Aquello Que Me Diste"              | 4:46    |  |
| 5.  | "Cuando Nadie Me Ve"                | 5:07    |  |
| 6.  | "El Alma Al Aire"                   | 5:58    |  |
| 7.  | "Quisiera Ser"                      | 5:30    |  |
| 8.  | "Hay Un Universo De Pequeñas Cosas" | 5:22    |  |
| 9.  | "Y Sólo Se Me Ocurre Amarte"        | 4:35    |  |
| 10. | "EL Aprendiz"                       | 5:02    |  |
| 11. | "No Es Lo Mismo"                    | 6:04    |  |
| 12. | "Regálame La Silla Donde Te Esperé" | 4:50    |  |
| 13. | "He Sido Tan Feliz Contigo"         | 3:52    |  |
| 14. | "Try To Save Your S'ong"            | 3:41    |  |
| 15. | "Cuando Sea Espacio" (Inédita)      | 2:11    |  |

### CD 3 - rarezas
| N.º | Título                                                   | Duração |  |
| 1.  | "Corazón partío" (Demo)                                  | 4:11    |  |
| 2.  | "Es algo personal" (Demo)                                | 4:09    |  |
| 3.  | "Cuando nadie me ve" (Demo)                              | 5:00    |  |
| 4.  | "Hay un universo de pequeñas cosas" (Demo)               | 5:29    |  |
| 5.  | "Seremos libres" (Demo)                                  | 4:45    |  |
| 6.  | "Dale al aire (bulerías)" (com Juan Habichuela y Ketama) | 3:46    |  |
| 7.  | "La vida es un espejo" (con Pepe de Lucia)               | 4:16    |  |
| 8.  | "Cai" (con Niña Pastori)                                 | 5:12    |  |
| 9.  | "Adoro" (com Armando Manzanero)                          | 4:22    |  |
| 10. | "The hardest day" (com The Corrs)                        | 4:41    |  |
| 11. | "Eso" (com Omara Portuondo)                              | 4:23    |  |
| 12. | "Grande" (com Paolo Vallesi)                             | 4:56    |  |
| 13. | "Me vestí de silencio" (com Moncho)                      | 3:58    |  |
| 14. | "Canción de amor para olvidarte"                         | 5:15    |  |

## Prêmios
| Ano  | Categoria                        | Título              | Resultado |
| ---- | -------------------------------- | ------------------- | --------- |
| 2005 | Grammy Latino de Gravação do Ano | "Tu no Tienes Alma" | Venceu    |
| 2005 | Grammy Latino de Canção do Ano   | "Tu no Tienes Alma" | Venceu    |